# Illuka
Illuka (em estoniano:  Illuka vald) é um município rural estoniano localizado na região de Ida-Virumaa.